# Siarhei Kalamoyets
Siarhei Kalamoyets (né le 11 août 1989) est un athlète biélorusse, spécialiste du lancer du marteau.

## Biographie
Médaille de bronze à l'Universiade de 2015, il se classe sixième des championnats d'Europe 2016 et neuvième des Jeux olympiques de 2016.

## Palmarès
| Date | Compétition                   | Lieu           | Résultat | Épreuve                  | Marque  |
| ---- | ----------------------------- | -------------- | -------- | ------------------------ | ------- |
| 2008 | Championnats du monde juniors | Bydgoszcz      | 5e       | Lancer du marteau (6 kg) | 74,22 m |
| 2009 | Championnats d'Europe espoirs | Kaunas         | 11e      | Lancer du marteau        | 65,62 m |
| 2011 | Championnats d'Europe espoirs | Ostrava        | 6e       | Lancer du marteau        | 71,84 m |
| 2011 | Universiade                   | Shenzhen       | 4e       | Lancer du marteau        | 72,23 m |
| 2013 | Universiade                   | Kazan          | 6e       | Lancer du marteau        | 74,18 m |
| 2015 | Universiade                   | Gwangju        | 3e       | Lancer du marteau        | 74,68 m |
| 2016 | Championnats d'Europe         | Amsterdam      | 6e       | Lancer du marteau        | 74,65 m |
| 2016 | Jeux olympiques               | Rio de Janeiro | 9e       | Lancer du marteau        | 74,22 m |

## Records
| Épreuve           | Performance | Lieu  | Date                     |
| ----------------- | ----------- | ----- | ------------------------ |
| Lancer du marteau | 77,52 m     | Minsk | 4 juin 2011 16 juin 2017 |